# Xã Snyder, Quận Blair, Pennsylvania
Xã Snyder (tiếng Anh: Snyder Township) là một xã thuộc quận Blair, tiểu bang Pennsylvania, Hoa Kỳ. Năm 2010, dân số của xã này là 3.364 người.